# Marc Sesselmann
Marc Sesselmann (eigentlich Max Sesselmann; * 28. April 1898 in Steinwiesen; † 1968) war ein deutscher Politiker. Er war unter anderem Mitglied des Bayerischen Landtages.

## Leben und Wirken
In seiner Jugend besuchte Sesselmann das Gymnasium. Von 1917 bis 1918 kämpfte er im Ersten Weltkrieg an der Westfront. Nach dem Krieg gehörte er der Thule-Gesellschaft an. 1919 trat er der DAP bei, die anschließend in NSDAP umbenannt wurde (Mitgliedsnummer 628).
Von Juli 1919 bis März 1920 war Sesselmann Redakteur und Verlagsprokurist des Münchener bzw. Völkischen Beobachters. Von 1921 bis 1923 war er Disponent in der Haftpflichtabteilung des Allianz-Konzerns. Im November 1923 beteiligte er sich am Hitlerputsch. Während des sogenannten Marsches auf die Feldherrenhalle am 9. November 1923 wurde er beim Schusswechsel der Putschisten mit der Bayerischen Landespolizei in der Residenzstraße durch Lungen- und Bauchschuss schwer verletzt.
Bei der Landtagswahl in Bayern 1924 wurde Sesselmann für den Völkischen Block in den Landtag gewählt, dem er bis 1928 angehören sollte. Seit 1925/26 war er zudem Mitglied des Nationalsozialen Volksbundes.
Zusammen mit Hitlers Leibfotograf Heinrich Hoffmann veröffentlichte Sesselmann 1924 die Broschüre Deutschlands Erwachen in Bild und Wort, zu der er den Text beisteuerte. Nach Auffassung von Christoph Stölzl ist dieser „gekennzeichnet […] von Rassismus, Antisemitismus und Antimarxismus“.

## Veröffentlichungen
- Deutschlands Erwachen in Bild und Wort, 1924. (zusammen mit Heinrich Hoffmann)